# Special Forces (album Alice Coopera)
Special Forces – trzynasta płyta studyjna Alice Coopera z 1981 roku.

## Lista utworów
1. "Who Do You Think We Are" (Alice Cooper, Duane Hitchings) – 4:21
2. "7 and 7 Is" (Arthur Lee) – 2:41
3. "Prettiest Cop on the Block" – 3:13
4. "Don't Talk Old to Me" – 2:54
5. "Generation Landslide '81 (live)" (Cooper, Glen Buxton, Michael Bruce, Dennis Dunaway, Neal Smith) – 3:50
6. "Skeletons in the Closet" – 3:42
7. "You Want It, You Got It" – 3:15
8. "You Look Good in Rags" – 3:35
9. "You're a Movie" – 3:37
10. "Vicious Rumours" – 3:43

## Skład
- Alice Cooper – wokal
- Duane Hitchings – gitara, keyboard
- Danny Johnson – gitara
- Craig Krampf – perkusja
- Mike Pinera – gitara
- Erik Scott – bas